# Pachyschelus splendens
Pachyschelus splendens es una especie de escarabajo joya del género Pachyschelus, familia Buprestidae. Fue descrita científicamente por Motschulsky en 1859.